# William Morrison (homme politique britanno-colombien)
Pour les articles homonymes, voir William Morrison et Morrison.
William Morrison  est un homme politique canadien de la Colombie-Britannique. Il est député provincial indépendant de la circonscription britanno-colombienne de Lillooet de 1875 à 1878.
Il tente sans succès de reprendre son siège de député en 1878, 1882, 1886 et en 1890.